# Émica y ética
En antropología, ciencias sociales y ciencias del comportamiento, los términos émica y ética (del inglés emic y etic, respectivamente) se refieren a dos tipos diferentes de descripción relacionadas con la conducta y la interpretación, respectivamente, de los agentes involucrados. El enfoque émico se entiende generalmente como el punto de vista del nativo, y el ético, como el punto de vista del analista, mediante una serie de herramientas metodológicas y de categorías (según el musicólogo y semiólogo Jean-Jacques Nattiez, 1990: 61).

## Historia
Los términos fueron introducidos por el lingüista Kenneth Pike basándose en la distinción entre phonemics (fonología) y phonetics (fonética) y desde allí se extendió y adaptó a la sociología y la antropología social. Pike argumentó que este tipo de distinción basado en la interpretación del sujeto (fonema) frente a la realidad acústica de un sonido (fonética) debía extenderse a la conducta social.[cita requerida]
Los términos se popularizaron en la antropología social gracias a Marvin Harris, quien los reutilizó con acepciones ligeramente diferentes a las que había dado Pike. Estos conceptos cobraron interés en la redefinición del método etnográfico en corrientes como la nueva etnografía de los años 50, la etnolingüística, etnociencia o etnosemántica.[cita requerida]

## Descripción
- Una descripción émica es una descripción en términos significativos (conscientes o inconscientes) para el agente que las realiza. Así por ejemplo una descripción émica de cierta costumbre de los habitantes de un lugar estaría basada en cómo explican los miembros de esa sociedad el significado y los motivos de esa costumbre.
- Una descripción ética es una descripción de hechos observables por cualquier observador desprovisto de cualquier intento de descubrir el significado que los agentes involucrados le dan.

La distinción entre émica y ética es similar a la existente entre nomotético e ipsativo aunque ambas distinciones no coinciden exactamente. Pero sí existen dos tradiciones en las ciencias sociales: la objetivista y la subjetivista. 
La preocupación es saber si sus modelos representan la forma en que piensan los nativos, y ambas tradiciones han estudiado o refutado la posibilidad de una teoría general de la cultura, basada en qué criterios émicos son universalmente compartidos (como el caso del tabú del incesto en los estudios de parentesco). 
Los enfoques interculturales concluyen que esta ambición es posible solo mediante un ejercicio hermenéutico de interpretación que requiere de comprensión (verstehen) y empatía (einfühlen). Estas dos categorías pueden, sin embargo, caer en relativa contradicción, lo cual exige una investigación más cuidadosa sobre el tema.

## Explicación
A veces la descripción émica y ética de un mismo fenómeno no coinciden, tal como mostró el antropólogo Marvin Harris en varios de sus trabajos. Eso hace importante atender a ambos tipos de descripciones. Por otro lado, las motivaciones para buscar un tipo de descripción u otro pueden estar basadas en el tipo de trabajo. Los científicos interesados en la construcción local de significado no podrán dejar de atender a descripciones émicas. En cambio los científicos interesados en investigaciones comparativas tratarán de buscar descripciones éticas.[cita requerida]
La categoría emic es para muchos autores una "estructura inconsciente" de un sistema cultural, de tal modo que un nativo jamás podría explicar en términos empírico-deductivos u objetivos (ética) un ritual, una tradición, un mito, etcétera. La etnografía a menudo ha considerado este par conceptual como un ejercicio en dos caminos distintos:[cita requerida]
- Como un ejercicio de traducción intercultural de un sistema a otro, mediante el análisis comparativo y la correspondencia.
- O la tradición empirista en la antropología social que intentaba siempre una aproximación teórica a modo de ciencia universal (evolucionismo, estructuralismo, funcionalismo...), que pretendían definir los hechos sociales.{{cr}

El antropólogo cognitivo W. Goodenough formuló lo que se conoce como análisis componencial, que define las reglas que ordenan lógica y empíricamente los campos semánticos del emic y el etic, concluyendo que no se necesita corresponder con reglas lo que el nativo es capaz de expresar.[cita requerida]

## Ejemplo
Un ejemplo interesante en que el emic y etic difieren, es el mencionado por Marvin Harris en relación con la proporción de vacas y bueyes en diferentes lugares de la India. En este caso, el punto de vista émico es que todos los bovinos son sagrados y constituye un acto moral reprobable matarlos directamente o dejarlos morir de hambre o por descuido. El ético es que por razones económicas las proporciones de sexos en el norte y sur de India difieren, siendo en cada región más abundante el sexo del animal que resulta más rentable económicamente a los propietarios, a pesar de que nacen aproximadamente el mismo número de vacas que de bueyes.
La descripción del intercambio kula realizada por Bronislaw Malinowski ofrece visiones émicas y éticas en un mismo texto.
Hay quien estima[¿quién?] que el enfoque planteado por Marvin Harris cometía el error de plantear una teoría universal a partir del mundo de relaciones, significados o visiones del hombre histórico capitalista, en su modelo materialismo cultural, incurriendo así en el denominado etnocentrismo metódico. El enfoque ético no puede sino interpretar al émico, en criterios de adaptabilidad, estructura y significación, con el afán de alcanzar una mayor verificabilidad de los enunciados culturales.